# Kardam, Dobrici
Kardam (în bulgară Кардам) este un sat în comuna Gheneral-Toșevo, regiunea Dobrici, Dobrogea de Sud, Bulgaria. 
Între 1913 și 1940, satul făcea parte din România, fiind arondat plășii Casim din județul Caliacra, sub numele de Arman. Lângă localitate mai erau două așezări (azi dispărute) ce se numeau în timpul administrației românești Caradurmuș și Nebi-Cuius (Yasnets în bulgară).
În apropierea satului se află un punct feroviar și rutier de trecere a frontierei între Bulgaria și România, iar satul are o gară pe calea ferată Bazargic-Medgidia.

## Demografie
Componența etnică a satului Kardam
     Turci (1,86%)
     Bulgari (91,75%)
     Romi (2,74%)
     Nicio identificare (2,45%)
     Altele (1,17%)
La recensământul din 2011, populația satului Kardam era de 1.019 locuitori. Din punct de vedere etnic, majoritatea locuitorilor (91,75%) erau bulgari, existând și minorități de romi (2,74%) și turci (1,86%). Pentru 2,45% din locuitori nu este cunoscută apartenența etnică.

## Personalități
- George Motoi (1936-2015) - actor român